# 渡部健司
渡部健司（わたべけんじ）は、日本の演出家、プロデューサーで、東京国際工科専門職大学教授。元東京工科大学メディア学部メディア学科准教授（特任）。専修大学ネットワーク情報学部特任教授。文学部文芸学科卒業。
長年に渡りテレビコマーシャル、PV、映画、番組タイトルなどのCG、VFX業界で企画プロデュース、演出、スーパーバイズをおこなう。東京放送（後のTBSテレビ）CG制作部、アイエヌエー、旭プロダクションCG事業部、葵プロモーション デジタルガーデン、円谷プロCGI室などの立ち上げに参画。
2004年に東京を離れ、横浜に拠点を移しクリエイター支援の組織”DigitalCamp!”を主宰、クリエイティブイベント”ハマクリ”、S3D上映”Quality3D”などのイベントや空間演出プロデュースを手がける。CG/VFXでは1997年よりウルトラマン、の映画及びテレビシリーズに参加、CGIディレクター、プロデューサー、スーパーバイザーとして活躍する。CG、VFXの人材育成や交流にも力を入れる。

## 来歴
- 1985年4月～1988年3月：CGプロダクションの黎明期に創立したJCGL(Japan Computer Graphics Lab.)
- 1988年7月～1992年1月：ナムコ(後のバンダイナムコゲームス)を経て独立
- 1992年7月：D/Function Inc.(有限会社ディファンクション)設立
- 2010年10月〜：株式会社デジタルキャンプ　代表
- 2012年4月〜2015年3月：東京工科大学メディア学部特任准教授(デジタルシネマ/VFX)
- 2015年4月〜2016年3月：専修大学ネットワーク情報学部客員教授(マルチメディア表現技法)
- 2016年4月〜：専修大学ネットワーク情報学部特任教授
- 2020年4月～：東京国際工科専門職大学教授

## 参加委員
- 2005年4月～2006年3月：経済産業省 デジタルコンテンツマーケットWG委員
- 2006年：3次元映像フォーラム 会員
- 2006年：立体映像産業推進協議会 幹事
- 2007年4月～2008年3月：経済産業省　財団法人デジタルコンテンツ協会 立体映像研究調査委員
- 2007年4月～2009年3月：経済産業省　財団法人デジタルコンテンツ協会 国際3Dフェア実行委員
- 2011年10月〜：ビジュアルエフェクトソサエティVisual Effects Society(Hollywood)会員

## 実績
- 1989年：明治製菓 TVCM『チョコレート雲篇』ACC賞優秀賞
- 1990年：国際花と緑の博覧会NTT館『The Nature』 SIGGRAPHエレクトリックシアター入賞
- 1991年：ナムコデモリール『The Last Decade』SIGGRAPHアニメーションシアター入賞
- 1994年：NHKスペシャル『天才ザルカンジ』CGパート
- 1994年：京都文化博物館『大長安展』ニコグラフ上映
- 1999年：劇場用映画『ウルトラマンティガ・ウルトラマンダイナ&ウルトラマンガイア 超時空の大決戦』CGIパート
- 1999年：NHK大河ドラマ『元禄繚乱』オープニングタイトル
- 2000年：ホンダフォルツアTV-CM『挑発篇』CGI/VFX
- 2000年：『ウルトラマンコスモス〜ファーストコンタクト〜』CGIパート
- 2000年：ウルトラマンコスモスTVシリーズ　全話CGIパート
- 2002年：『ウルトラマンコスモス２〜ブループラネット〜』CGIパート
- 2003年：NHK BS2ハイビジョン『美しき日本百の風景』ヴァーチャルスタジオ映像
- 2003年：『ウルトラマンコスモス３』CGIプロデュース&スーパーバイズ
- 2006年：『ULTRAMAN』CGIプロデュース&スーパーバイズ
- 2006年：『ウルトラマンメビウス&ウルトラ兄弟』CGIプロデュース&スーパーバイズ
- 2006年：『クリエイティブシティヨコハマPR映像』演出制作
- 2008年：『大決戦!超ウルトラ8兄弟』CGI監督/プロデューサー/スーパーバイザー
- 2009年：『大決戦!超ウルトラ8兄弟』DVDスペシャルBOX特典映像3Dプロデュース&スーパーバイズ
- 2009年：『横浜2059構想』PR映像
- 2010年：『ともいきがたり』法然上人大遠忌800年記念 オープニング映像